# Mimopydna anaemica
Mimopydna anaemica är en fjärilsart som beskrevs av Sergius G. Kiriakoff 1962. Mimopydna anaemica ingår i släktet Mimopydna och familjen tandspinnare. Inga underarter finns listade i Catalogue of Life.